# Tesla (unitat)
El tesla és la unitat del Sistema Internacional per a la inducció magnètica. Es tracta d'una unitat derivada amb nom propi i amb un símbol particular que és la lletra majúscula T. que va ser adoptada a la Conferència General de Pesos i Mesures de París del 1960. Aquesta unitat és utilitzada per definir la intensitat o densitat d'un camp magnètic. Un tesla és igual a un weber per metre quadrat.
El nom de la unitat s'ha d'escriure en minúscules, mentre que el seu símbol s'escriu en majúscula.
Se li va donar aquest nom en honor de l'inventor, científic i enginyer elèctric Nikola Tesla. El llegat de Tesla és visible arreu, la nostra civilització utilitza massivament l'electricitat perquè Tesla va inventar el corrent altern.

## Definició
1 T = 1 Wb·m-2 = 1 kg·s−2·A−1= 1 N·A−1·m−1 = 1 kg·s−1·C−1
Es pot expressar com «newton-segons per coulomb-metre» o com «newton per ampere-metre».

## Múltiples
| Múltiple | Nom        | Símbol |       | Múltiple    | Nom | Símbol |
| -------- | ---------- | ------ | ----- | ----------- | --- | ------ |
| 100      | tesla      | T      |       |             |     |        |
| 10¹      | decatesla  | daT    | 10–1  | decitesla   | dT  |        |
| 10²      | hectotesla | hT     | 10–2  | centitesla  | cT  |        |
| 103      | quilotesla | kT     | 10–3  | mil·litesla | mT  |        |
| 10⁶      | megatesla  | MT     | 10–6  | microtesla  | µT  |        |
| 10⁹      | gigatesla  | GT     | 10–9  | nanotesla   | nT  |        |
| 1012     | teratesla  | TT     | 10–12 | picotesla   | pT  |        |
| 1015     | petatesla  | PT     | 10–15 | femtotesla  | fT  |        |
| 1018     | exatesla   | ET     | 10–18 | attotesla   | aT  |        |
| 1021     | zettatesla | ZT     | 10–21 | zeptotesla  | zT  |        |
| 1024     | yottatesla | YT     | 10–24 | yoctotesla  | yT  |        |

## Explicació
El tesla és el valor del total del flux magnètic dividit per l'àrea. D'aquí hom pot deduir que si reduïm l'àrea afectada s'incrementaria la densitat del flux magnètic. Això continuaria passant fins que el material arribés a un punt de saturació magnètica.

## Conversions
1 tesla és equivalent a:
- 10 000 gauss (G), unitat utilitzada al sistema CGS
- 10⁹ gammes (γ), usat en geofísica

## Exemples
- A l'espai exterior la densitat del flux magnètic és d'entre 0,1 i 10 nanotesles (10−10 T i 10−8 T),
- a la Terra, el camp magnètic a una latitud de 50° és de 58 µT (5,8×10−5 T) i a l'equador, a una latitud de 0°, és 31 µT (3,1×10−5 T),
- a una taca solar és d'uns 0,15 T,
- a un gran altaveu és d'1 T,
- a un aparell de Ressonància Magnètica Nuclear més de 7 T, experimentalment més de 20 T,
- el camp magnètic continu més fort mai produït a un laboratori (al National High Magnetic Field Laboratory de la Florida State University a Tallahassee, Florida és de 45 T
- a una estrella de neutrons d'1 a 100 megatesles (10⁶ T a 108 T),
- a una estrella de neutrons de tipus magnetar, 0,1 a 100 gigatesles (108 a 1011 T),
- el màxim camp magnètic teòric per a una estrella de neutrons i, per tant, el límit més gran per a un fenomen conegut, 1013 T (10 teratesles).